# Parques Marinhos do Norte e do Sul
Os parques marinhos do norte e do sul são parques nacionais na costa leste de Andros, nas Bahamas. Os parques foram criados em 2002 e têm uma área de 20 quilómetros quadrados.

## Flora e fauna
Os parques contêm um recife de coral com corais associados e outros animais selvagens.